# The Meditations
The Meditations est un groupe de reggae, faisant partie de cette grande famille du reggae que sont les trios vocaux, aux côtés de groupes comme les Wailers, les Melodians, les Gladiators, Israel Vibration ou encore The Abyssinians.
Le groupe est composé de Ansel Cridland (ex membre des Linkers), Danny Clarke (ex membre des Righteous Flames de Winston Jarrett) et Winston Watson.
Formé fin 1974, ce trio choisit son nom en novembre 1976, à la veille de la sortie de son plus grand tube Woman is Like a Shadow, qui s'est vendu à plus de 45 000 exemplaires le mois de sa sortie.
Très célèbre dans les Caraïbes, en Amérique du Nord et en Angleterre, ils restent pourtant peu connus en France. La raison en est certainement que la route des Meditations n’a pas croisé celle des majors de l’industrie musicale européenne dans les années 1970. L'album Guidance de 1978 n'a pas été publié par Island Records contrairement à ce qui avait été prévu à l'origine.
Le groupe reste aujourd'hui actif et s'est installé depuis quelques années aux États-Unis. Ils tournent là-bas.
Winston Watson est mort en mars 2019
Danny Clarke est mort le 27 juillet 2024.

## Discographie
Albums :
- 1976 : Message From The Meditations (Wild Flower)
- 1978 : Wake Up (Third World)
- 1978 : Guidance (Tad's)
- 1982 : I Love Jah (Wackies)
- 1983 : No More Friend (Greensleeves)
- 1988 : For The Good Of Man (Heartbeat / Greensleeves)
- 1999 : Ghetto Knowledge (easy Star)

Compilations :
- 1983 : Greatest Hits
- 1994 : Deeper roots: The Best of The Mediations
- 1997 : Reggae Crazy - Anthology 1971-1979

On les retrouve également sur de nombreux enregistrements studio en tant que choristes, tel que :
- Heart of the Congos de The Congos
- Police and Thieves de Junior Murvin
- Bongo Man a Come de Jimmy Cliff
- Youths them a Bawl de Jimmy Cliff
- Punky Reggae Party (Lee Perry version) de Bob Marley
- Blackman Redemption de Bob Marley
- Rastaman Live Up de Bob Marley